# گندیاب بالا
گنج یاب پایین ، روستایی است از توابع بخش مرکزی شهرستان نور در استان مازندران ایران.

## جمعیت
این روستا در دهستان ناتل‌کنار علیا قرار دارد و براساس سرشماری مرکز آمار ایران در سال ۱۳۸۵، جمعیت آن ۳۴۷ نفر (۸۶خانوار) بوده‌است.